# 河合禎三
河合 禎三（かわい ていぞう、1873年1月3日 - 1949年2月10日）は、日本のディサイプルス派(基督教会)の牧師である。

## 生涯

### 初期
明石藩士の子として生まれる。1887年(明治10年)に同志社英学校に入学する。在学中に金森通倫より洗礼を受ける。
その後、東京専門学校(現:早稲田大学)に入学して、現在の早稲田YMCAを創設する。在学時代、平井庸吉と基督教会の婦人宣教師L・オルダムのバイブルクラスで聖書を学ぶ。

### 留学時代
卒業後に、オルダムの勧めで、ドレーク大学に自費留学する。留学中に按手礼を受けて、1898年(明治31年)に帰国する。

### 牧師時代
帰国すると、基督教会の秋田教会(現、日本基督教団秋田高陽教会)で牧会をする。1901年(明治34年)に渋沢栄一の秘書をするために東京に移住する。渋沢の許可を得て伝道活動をする。
1906年に鵜飼猛らと一緒に日曜学校協会を創設する。そして、小石川教会の牧師を務める。1909年にアメリカ合衆国ロサンゼルスに行き邦人人教会を設立する。
1909年に行われた宣教開始50年記念会では都市伝道について講演する。
1926年に福島で伝道をし、福島新教会の会堂を建設する。その後、中野桃園教会の牧師を勤める。
1936年のホーリネス和協分離の際には祝賀会に出席する。